# Mihajlo Savov
Mihajlo Savov, bolgarski general, * 14. november 1857, Stara Zagora, Osmansko cesarstvo (danes Bolgarija), † 21. julij 1928, Saint-Vallier-de-Thiey, Francija.